# 金子隆博
金子 隆博（かねこ たかひろ、1964年3月22日 - ）は、日本のキーボーディスト、サクソフォーン奏者、作曲家、編曲家、音楽プロデューサー、指揮者。
米米CLUB及びそのホーンセクションユニット「BIG HORNS BEE」のリーダーで、フラッシュ金子のステージネームでも活動する。K2C SUESHINE BAND、シューク・フラッシュ!のメンバーでもある。
妻は米米CLUBのダンサーチーム・SUE CREAM SUEのMINAKO。MINAKOは石井竜也（カールスモーキー石井）の実妹で、石井は金子の義兄に当たる。

## 来歴
千葉県出身。日本大学習志野高等学校を経て日本大学理工学部中退。音大を目指していた頃もあり学生時代にサクソフォーンを始め、初期のオルケスタ・デ・ラ・ルスなど様々なバンドに参加する。1984年にホーンセクション「ストリートファイターズ」を結成、米米CLUBのライブに参加し、以降ライブでのサポート及びレコーディングメンバーとして定着する。
その後、ストリートファイターズは「BIG HORNS」を経て「BIG HORNS BEE」へと名称を変更し、1986年には金子が正式に米米CLUBへ加入。ステージではサクソフォーンのほか、フルートや鍵盤楽器などの演奏も担当し、楽曲のアレンジメントを手掛けるなど、1997年の一時解散まで楽曲制作においての主要メンバーとして活動した。
解散後もBIG HORNS BEEの活動は持続し、「米倉利紀 with BIG HORNS BEE」名義でのシングルを発売する他、多数のアーティストとのコラボレーションを行う。個人としても石井竜也、一青窈、角松敏生、ゴスペラーズ、平井堅、中島美嘉、渡辺美里、大塚愛、柴咲コウ、スガシカオなどの多数のアーティストの楽曲に演奏・アレンジ・作曲などで参加。その他、新人アーティスト等のプロデュース等を積極的に行う。
1994年に公開された、石井竜也の初監督映画「河童」で劇中音楽を担当し、第18回日本アカデミー賞 優秀音楽賞を受賞。映画・ドラマ等の劇伴や演劇の「劇中音楽」等も積極的に手がけている。
2005年頃から、サクソフォーンを吹こうとすると筋肉が収縮したり硬くなったりし、サクソフォーンが吹けなくなってしまう「局所性ジストニア」を発症した事を、2012年4月に公表した。この理由によりサクソフォーンを休業し、キーボードを中心に音楽活動を続けている。
2017年より2024年3月までNHK歌番組「うたコン」の指揮者を、フラッシュ金子名義で担当していた。

## エピソード
前述の通り、局所性ジストニアで2012年にサクソフォーン演奏の休業を発表しているが、発症してから病名が判明したのは4年後の2009年だったと明かしている。もともと米米CLUBの活動初期からキーボードを兼任していたが、サクソフォーン活動の休止を機にピアノを1から猛練習し、現在のキーボーディストとしての活動に至る。
2021年度下期のNHK連続テレビ小説『カムカムエヴリバディ』で音楽を担当しているが、このドラマに登場するトランペッター・大月錠一郎（以下ジョー。演 - オダギリジョー）は、プロデビュー目前に原因不明の病気で突然トランペットが吹けなくなり、デビューを断念してから約30年の時を経て、1995年にピアニストとして再起を果たすというストーリーが描かれる。ジョーのこうした経緯から、ジョーは金子をモチーフにしたのではないかとの言及がある。2022年2月18日放送の情報番組『あさイチ』プレミアムトークにゲスト出演した際には「突然、楽器が吹けなくなってしまうってこともこの世にはあって、決して架空の話ではないんです」とコメントしている。又、雉真るい（演 - 深津絵里）と結婚後のジョーが1983年時点でいまだ定職に就いていない事にも触れ、「今、何もしていない、仕事をしていないジョーのことを責めないでください。むしゃくしゃして、るいにあたったりもありましたけど、僕もその気持ちはわかります」とジョーの立場を慮っている。番組内では妻・美奈子のコメントも紹介され、「（病気になったことが）かわいそうというのはあったんですけれど、じゃあ次に何やる？って」と前向きにとらえていたことや「サックスを吹いていなかったらピアニストになりたかった」という金子に、「じゃあピアノ頑張ればいいじゃん」と励ましたと明かしている。ジョーが金子をモチーフとしたとされることについて、小学館のニュースサイト『NEWSポストセブン』がNHKに取材したところ、NHKは「錠一郎の人生と金子さんの人生は全く違うので、金子さんが錠一郎のモデルという事実はない」とした上で、「錠一郎がトランペッターとしての道を断念するというストーリー上の流れがあり、その原因となる病気について金子さんにお話を伺って、参考にした」とコメントしている。
サクソフォーン演奏については休業後もリハビリを続けており、2023年にはコンサートでの演奏がある程度できるようになるまで回復した。

## 音楽参加作品

### テレビドラマ
- ルーキー! （2001年、関西テレビ）
- できちゃった結婚 （2001年、フジテレビ）
- 早乙女タイフーン （2001年、テレビ朝日）
- すいか （2003年、日本テレビ）
- 生放送はとまらない! （2003年、テレビ朝日）
- 2クール （2004年、日本テレビ）
- 銭ゲバ （2009年、日本テレビ）
- Q10 （2010年、日本テレビ）
- ドン★キホーテ （2011年、日本テレビ）
- 三毛猫ホームズの推理 （2012年、日本テレビ）
- 夫婦善哉 （2013年、NHK）
- パンとスープとネコ日和 （2013年、WOWOW）
- 東京バンドワゴン〜下町大家族物語 （2013年、日本テレビ）
- ラギッド! （2015年、NHK BSプレミアム）
- 経世済民の男「小林一三」（2015年、NHK大阪）
- エンジェル・ハート （2015年、日本テレビ）
- PTAグランパ! （2017年、NHK BSプレミアム）
- あいの結婚相談所（2017年、テレビ朝日）
- コートダジュールN°10（2017年、WOWOW/Fulu）
- PTAグランパ2! （2018年、NHK BSプレミアム）
- 明治開化 新十郎探偵帖（2020年、NHK BSプレミアム/NHK BS4K）
- カムカムエヴリバディ（2021年、NHK）
- 泳げ!ニシキゴイ (2022年、日本テレビ)
- 大河ドラマが生まれた日（2023年、NHK総合）

### 映画
- 河童 （1994年）
- めがね （2007年）
- プール （2009年）
- マザーウォーター （2010年）
- ムーン・ドリーム （2013年）
- 縁〜The Bride of Izumo〜 （2016年）

### 舞台
シティーボーイズ
- シティボーイズ・ライブ『真空報告官ピー（P）』（1998年）
- シティボーイズミックス PRESENTS『メンタル三兄弟の恋』（2005年）

good morning No5
- アタシが書くから アンタが演りなっ！（2008年）
- 君、生きてる意味を知りたがることなかれ！（2009年）
- 祝・絶望！（2010年）
- 愛狂しき塊、新しいうた（2011年）
- 危険な女（2012年）
- ジャンキー・ジャンク・ヌードット（2013年）
- 愛欲の乱（2014年）
- 世界征服ナイト / breakfast,kani（2015年）
- ケツラク / breakfast,kanid（2016年）
- 豪雪（2017年）

私のホストちゃん〜しちにんのホスト〜
- 舞台「私のホストちゃん」（2013年）
- 舞台「私のホストちゃん」 〜血闘!福岡中洲編〜（2014年）
- 舞台「私のホストちゃん」THE FINAL 〜激突!名古屋栄編〜（2016年）
- 舞台「私のホストちゃん」REBORN（2017年）
- 舞台「私のホストちゃん」REBORN〜絶唱！大阪ミナミ編〜（2018年）
- 女の友情と筋肉 THE MUSICAL（2022年）

その他
- ABE-GIG in日本武道館　〜10年に1度の大家族会議〜 （2015年）
- 舞台「ストリップ学園」〜ハダカ座公演vol.1〜（2018年）
- 舞台「若様組まいる〜アイスクリン強し〜」（2018年）
- ミュージカル「GRIEF7」（2018年）

### テレビ
- うたコン（2017年1月17日 - 2024年3月12日、NHK総合）「music concerto」指揮
- あさイチ「プレミアムトーク　作曲家・金子隆博さん▽朝ドラの音楽を担当♪」（2022年2月18日、NHK総合）

### ラジオ
- SMILE!（2016年2月6日、FMシアター）[9]

## 作品

### CD
- シティボーイズミックスPRESENTS「メンタル三兄弟の恋」オリジナルサウンドトラック（2005年4月27日、ビクターエンタテインメント）※金子隆博+BIG HORNS BEE名義
- 「めがね」オリジナル・サウンドトラック（2007年8月22日、バップ）
- 「ホカベン」オリジナル・サウンドトラック（2008年5月28日、バップ）
- 「銭ゲバ」オリジナル・サウンドトラック（2009年2月25日、バップ）
- プール オリジナルサウンドアルバム（2009年8月21日、バップ）
- マザーウォーター オリジナル・サウンドトラック（2010年9月22日、バップ）
- Q10 オリジナル・サウンドトラック（2010年11月26日、バップ）
- ドン★キホーテ オリジナル・サウンドトラック（2011年8月24日、バップ）
- 三毛猫ホームズの推理 オリジナル・サウンドトラック（2012年5月23日、バップ）
- パンとスープとネコ日和 オリジナル・サウンドトラック（2013年7月24日、バップ）
- NHK土曜ドラマ 夫婦善哉 オリジナルサウンドトラック（2013年8月28日、合同会社スザクミュージック）
- 東京バンドワゴン 下町大家族物語 オリジナル・サウンドトラック（2013年11月20日、バップ）
- ラギッド!サウンドトラックス（2015年3月7日、フラッシュライトレコーズ）
- NHK「放送90年ドラマ 経世済民の男 小林一三」サウンドトラックス（2015年9月12日、フラッシュライトレコーズ）
- 日本テレビ系 日曜ドラマ ドラマ「エンジェル・ハート」オリジナル・サウンドトラック（2015年11月25日、バップ）
- 縁 サウンドトラックス（2016年、フラッシュライトレコーズ）
- 日曜日に会おうよ 〜Great Average Days〜TEAM 安部礼司（2016年2月14日、フラッシュライトレコーズ）※シングル

### 書籍
- 日向の道をまっすぐ行こう（2022年12月5日、毎日新聞出版 ISBN 978-4620327532）